# Weasel Walter
Christopher Todd « Weasel » Walter, né à Rockford, Illinois, le 18 mai 1972, est un batteur, guitariste, bassiste et compositeur américain. Il a fondé le groupe The Flying Luttenbachers en 1991 à Chicago ainsi que le label ugEXPLODE Records. Le groupe s’est dissous en 2007. Weasel Walter se produit régulièrement avec des musiciens improvisateurs. Sa musique se situe entre le death metal, le punk, le free jazz et la musique contemporaine. Il a joué avec Mary Halvorson, Gianni Gebbia, Ken Vandermark, Jeb Bishop, Fred Lonberg-Holm, Dylan Posa, Nondor Nevai, Vinny Golia, Aram Shelton, Damon Smith, Sheik Anorak, Lydia Lunch et Tim Dahl. Depuis 2009, il vit à New York.